# بخش مونتبریزون
بخش مونتبریزون (به فرانسوی: Arrondissement de Montbrison) یک بخش در فرانسه است که در لوآر واقع شده‌است.